# 1828 en philosophie
Chronologie de la philosophie
- 1824
- 1825
- 1826
- 1827
- 1828
- 1829
- 1830
- 1831
- 1832

L’année 1828 a été marquée, en philosophie, par les événements suivants :

## Publications
- En français, une traduction a été donnée des Œuvres complètes de Thomas Reid par Théodore Jouffroy (Paris, 2e édition en 1828).

## Conférences
- Conférences Esthétique ou philosophie de l'art, par Hegel.

## Naissances
- 21 avril : Hippolyte Taine, philosophe et historien français, mort en 1893.
- 12 juillet (calendrier julien) / 24 juillet (calendrier grégorien) : Nikolaï Tchernychevski, philosophe russe, mort en 1889.
- 9 décembre : Joseph Dietzgen, philosophe socialiste allemand, mort en 1888

## Décès
- 11 juin : Dugald Stewart, philosophe écossais, né en 1753.